# Colonia Nueva Santa María, Hidalgo
Colonia Nueva Santa María är en ort i Mexiko.   Den ligger i kommunen Tula de Allende och delstaten Hidalgo, i den sydöstra delen av landet, 70 km norr om huvudstaden Mexico City. Colonia Nueva Santa María ligger 2 116 meter över havet och antalet invånare är 859.
Terrängen runt Colonia Nueva Santa María är kuperad västerut, men österut är den platt. Runt Colonia Nueva Santa María är det ganska tätbefolkat, med 155 invånare per kvadratkilometer. Närmaste större samhälle är Tepeji de Ocampo, 10,2 km söder om Colonia Nueva Santa María. I omgivningarna runt Colonia Nueva Santa María växer huvudsakligen savannskog.